# Professione: reporter
Professione: reporter (The Passenger) è un film del 1975 diretto da Michelangelo Antonioni. Scritto da Antonioni, Mark Peploe e Peter Wollen, il film racconta la storia di un giornalista angloamericano disilluso, David Locke (Jack Nicholson), che assume l'identità di un uomo d'affari morto mentre lavora a un documentario in Ciad, ignaro di impersonare un trafficante d'armi con legami con i ribelli nella guerra civile. Lungo il percorso, è accompagnato da una giovane donna di cui non si conosce il nome (Maria Schneider). Professione: reporter è stato l'ultimo film del contratto di tre pellicole di Antonioni con il produttore Carlo Ponti e la Metro-Goldwyn-Mayer, dopo Blow-up (1966) e Zabriskie Point (1970). Il film ha ricevuto ottime recensioni, con la critica che ha elogiato la regia di Antonioni, l'interpretazione di Nicholson, la fotografia e i temi trattati di identità, disillusione ed esistenzialismo. Durante l'uscita del film, era in competizione per la Palma d'Oro al Festival di Cannes.
La pellicola, quattordicesimo lungometraggio diretto da Antonioni, è inserita nella lista dei 500 migliori film della storia secondo Empire.

## Trama
David Locke è un giornalista televisivo deluso nel Ciad settentrionale, in cerca di interviste per i ribelli coinvolti nella guerra civile. La sua frustrazione aumenta quando la sua Land-Rover rimane bloccata in una duna di sabbia dopo essere stata abbandonata dalle guide. Dopo una lunga camminata attraverso il Sahara per tornare al suo hotel, Locke, esausto, scopre che un altro ospite (Robertson), un inglese con cui aveva stretto un'amicizia informale, è morto nella sua stanza per un infarto quella stessa notte. Locke decide di scambiare identità con Robertson, a cui assomigliava molto, e denuncia la propria morte alla reception, con il piano che va a buon fine. Locke raccoglie gli effetti personali di Robertson, tra cui una pistola, un'agenda e un passaporto. Altera il passaporto per inserire la propria foto. A Londra, la moglie infedele di Locke, Rachel, si sente tormentata dai sensi di colpa quando apprende della "morte" del marito. Si rivolge al suo amico, un produttore della BBC di nome Knight, per rintracciare Robertson e scoprire i presunti ultimi giorni di Locke. Locke, arrivato in aereo a Monaco, trova un armadietto in aeroporto che contiene una cartella con un listino prezzi e diverse pagine fotocopiate che illustrano gli armamenti. Spinto da un capriccio, segue un cavallo bianco e una carrozza fino a un matrimonio in una cappella barocca, dove attende in fondo alla congregazione. Al termine del matrimonio, due uomini che avevano visto Locke all'aeroporto lo affrontano e gli chiedono "i documenti". Dopo che Locke consegna loro i documenti dall'armadietto, gli uomini gli danno una busta piena di soldi e gli dicono che la seconda metà dovrà essere pagata a Barcellona. Diventa evidente che Robertson era un trafficante d'armi per gli stessi ribelli che Locke aveva cercato di contattare in Ciad. A Barcellona, Locke individua Knight, che sta cercando Robertson. Locke incontra una studentessa di architettura, accreditata solo come "Ragazza", mentre cerca di nascondersi in un edificio di Gaudí, il Palau Güell. Più tardi (a La Pedrera, un altro edificio di Gaudí sul Paseo de Gracia), Locke chiede alla ragazza di andare a prendere le sue cose dall'hotel in modo da non essere visto da Knight, che sorveglia l'atrio. Knight la sente mentre recupera i bagagli e le parla fuori. Lei si offre di accompagnarlo a conoscere Robertson, suggerendogli di seguirla in taxi, ma riesce a liberarsi. Lei e Locke lasciano Barcellona, diventando amanti durante la fuga. Ricco di contanti, grazie all'acconto per le armi non consegnate, Locke è costretto a presentarsi a un incontro programmato nell'agenda di Robertson. Il suo contatto non si presenta, gli uomini che organizzano il traffico di armi vengono rapiti, interrogati e picchiati da sicari che operano per il governo del Ciad.
A Londra, Rachel riceve gli effetti personali di Locke dall'Africa. Avendo saputo da Knight del suo inseguimento fallito a Barcellona, Rachel rimane scioccata quando apre il passaporto di Locke e vi trova incollata la foto di Robertson. Sospettando la verità, si dirige in Spagna per trovare Locke, mentre i sicari la seguono, credendo di essere sulle sue tracce. Rachel riceve aiuto dalla polizia spagnola nel suo inseguimento, ma Locke e la ragazza continuano a sfuggirgli. Con l'auto della fuga danneggiata, Locke manda via la ragazza, dandole appuntamento tre giorni dopo a Tangeri. Praticamente intrappolato, Locke si registra in un hotel nella città spagnola di Osuna, dove scopre che la ragazza è tornata e ha prenotato una camera doppia fingendosi la signora Robertson. Cerca di nuovo di convincerla ad andarsene. Lei esce dall'hotel e si aggira nella piazza polverosa, desiderosa di tornare da lui. Presto i sicari arrivano all'hotel, allontanandosi poco prima che la polizia arrivi con Rachel. La ragazza si unisce a quest'ultimo gruppo, che trova Locke morto nella sua stanza. Alla domanda della polizia se lo riconoscano, Rachel risponde di non averlo mai conosciuto, ma la ragazza risponde "Sì".

## Produzione
Terzo film di Antonioni ambientato fuori dall'Italia e privo di attori protagonisti italiani, si tratta inoltre della prima collaborazione di Antonioni con il direttore della fotografia Luciano Tovoli. In fase di casting la cantante Patty Pravo rifiutò una parte offertale dal regista.

## Distribuzione e accoglienza
Presentato in concorso al Festival di Cannes 1975, per Alberto Moravia è il film più rigoroso ed essenziale di Antonioni, con un'interpretazione ineccepibile di Jack Nicholson. La stessa Maria Schneider definì il film di Antonioni migliore di Ultimo tango a Parigi.  Il film fu originariamente distribuito dalla MGM tramite la United Artists negli Stati Uniti, ma a seguito di una parziale risoluzione di una controversia su un altro progetto, Nicholson ottenne i diritti cinematografici e, a quanto si dice, lo tenne fuori dalla distribuzione video finché la Sony Pictures non si offrì di rimasterizzarlo e ridistribuirlo. Nel 2005, con il consenso di Nicholson, la Sony Pictures Classics rimasterizzò il film, distribuendolo in sala in un numero limitato di sale il 28 ottobre 2005 e distribuendolo in DVD il 25 aprile 2006. Nonostante questo i tagli pesanti di tante scene sulla lunghezza originale che era di più di 4 ore ridotta a meno di 2 portarono Antonioni per la prima volta nella sua carriera a pensare di ritirare la firma dal film arrivando perfino a disconoscerne la paternità: «Mi avrebbe soddisfatto se avessi potuto inserire tutte le parti che la MGM mi costrinse a tagliare per limitarne il minutaggio»